# 瑪麗 (丹麥王后)
瑪麗王后（丹麥語：Dronning Mary af Danmark，1972年2月5日—）生于澳大利亚塔斯馬尼亞州，是丹麥國王佛瑞德里克十世之妻。婚前名為玛丽·伊丽莎白·唐纳森（Mary Elizabeth Donaldson）。

## 早年生活
玛丽王后1972年2月5日生于澳大利亚塔斯马尼亚州霍巴特亞歷山德拉皇后醫院，她是英國苏格兰裔数学教授约翰·唐纳森和塔斯马尼亚大学秘书Henrietta Clark的第四个孩子。他们于1964年从苏格兰爱丁堡移居澳大利亚，于1975年成为澳大利亚公民。
玛丽在塔如那高中是一个积极的运动员，还是女子曲棍球队的队长。高中毕业后在预科学院（Hobart Matriculation College）完成学业，并且成为篮球队的明星。随后她被塔斯马尼亚大学录取并于1994年毕业，被授予商法学士学位。
玛丽随后移居到墨尔本，成为商法专业人士。她在国际广告代理公司取得了一个职位。与丹麦王子结婚前的职业生涯很有可能会成为她在世界公共关系方面发挥巨大作用的基石。她甚至在丹麦微软商业分公司获取了一个项目策划的职位。

## 婚姻和家庭
2004年5月14日，與當時尚為丹麥王儲的佛瑞德里克十世結婚。
2005年10月15日上午1時57分，在哥本哈根國家醫院產下克里斯蒂安王子。2007年4月21日，在哥本哈根國家醫院產下伊莎貝拉公主。
2011年1月8日，瑪麗王妃在哥本哈根國家醫院產下一對龍鳳胎文森特王子及約瑟芬公主。
2024年1月14日，隨著佛瑞德里克十世即位，成為第一位澳洲出生的丹麥王后。

## 荣誉

### 丹麦勋章奖章
- 大象勋章（2004年5月9日[1]）

### 外国勋章奖章
- 挪威 聖奧拉夫勳章（英语：Order of St. Olav）大十字級 (Grand Cross of the Order of Saint Olav)